# Toni Terenzi
Toni Terenzi, född den 16 mars 1969 i Genua, Italien, är en italiensk fäktare som tog OS-brons i herrarnas lagtävling i sabel i samband med de olympiska fäktningstävlingarna 1996 i Atlanta.